# Louis de Sainte-Maure
Pour les articles homonymes, voir Guy de Laval.
Louis de Sainte-Maure, marquis de Nesle et comte de Joigny, puis comte de Laval, sous le nom de Guy XVIII de Laval. Il succéda, en 1547, aux
comté de Laval, baronnie de Vitré, vicomté de Rennes, du chef de sa femme.

## Un mariage de lutte et de division perpétuelles
Il avait épousé le 5 janvier 1545 Guyonne (Renée) de Rieux. Louis était le second fils de Jean III de Sainte-Maure et d'Anne d'Humières, et il fut le comte de Joigny en faveur de qui, en janvier 1545, François Ier devait ériger le comté de Nesle en marquisat. 
Ce ne fut pas une union, mais un état de lutte et de division perpétuel. Pour l'Art de vérifier les dates, enflée de sa haute fortune, Guyonne/Renée commença à mépriser son époux, et voulut avoir l'administration de ses terres. Guy, de son côté, ne pouvant souffrir l'empire que sa femme s'arrogeait, et voulant user de ses droits, obtint contre elle plusieurs arrêts qui n'eurent pas grand effet, par l'appui qu'elle trouva dans ses sujets, retirée dans ses châteaux et forteresses, où elle entretenait de bonnes garnisons.

## Administration du comté de Laval
Sa femme obtenait du roi l'autorisation de régir ses biens, et se titrait de son côté Guyonne de Laval. Le peuple, à cause de son extravagance (Renée mène une vie tumultueuse), et de son huguenotisme, la nommait « Guyonne la Folle ». L'incompatibilité d'humeur entre les deux époux est telle qu'ils vivent habituellement séparés.
Les tiraillements étaient partout. Le marquis choisissait-il un nouveau chanoine de son chapitre de Saint-Tugal de Laval, Guyonne en pourvoyait un autre que son mari défendait d'installer. C'était bien pis pour l'administration du comté.
La bibliothèque de Laval possède : Mémoires pour vérifier le mauvais mesnaige fait par M. de Sainte-Maure, pendant qu'il a joui des maisons de Laval et de Rieux. On y invoque souvent le témoignage de Jean Gesland, avocat fiscal. Le portrait de Guy XVIII est reproduit dans La Maison de Laval.
Pendant que lui, d'intelligence bornée, exploité par deux conseillers décriés, André Favereau, sieur de Charrault et Fiacre Amy, procureur de Joigny s'intitulait, selon la tradition de la maison de Laval, du nom de Guy XVIII de Laval. Il n'est connu dans les mémoires locaux que par ses querelles domestiques et la mauvaise réputation de ses hommes de confiance.

## La lutte
À la fin, il se fit entre les deux époux une espèce de réconciliation pendant laquelle Guy trouva moyen d'arrêter sa femme, qu'il amena prisonnière au château de Joigny, où il la retint assez longtemps. S'étant échappée, en 1557, avec le secours d'un de ses gardes, elle retourna dans ses terres, dont les habitants la reçurent avec joie. Guy la somma de revenir auprès de lui, et fit
rendre un arrêt au parlement pour l'y contraindre. Sur le refus qu'elle fit d'obéir, il s'adressa au pape Paul IV, qui, d'après son exposé, donna contre elle une bulle d'excommunication que les officiaux de Paris et de Meaux furent chargés de fulminer. Cette sentence, qui lui fut signifiée au château de Meriais, près de Vitré, le 20 février 1557 (v. st.), la porta à se jeter dans le parti des Protestants, et à embrasser la nouvelle religion. 
Pour l'Art de vérifier les dates, le comte Guy XVIII n'était pas fait pour plaire à une femme d'esprit et de goût : outre qu'il avait le cou tordu et la figure ignoble, il était d'un caractère bizarre, et manquait de lumières et de conduite dans les affaires. 

### Deuxième mariage
Louis de Sainte-Maure épouse en secondes noces Madeleine, fille du chancelier Olivier de Leuville.
Louis de Sainte-Maure fait emmener en Picardie ce qu'on lui avait laissé de meubles et les bibliothèques de la Famille de Laval, dans lesquelles se trouvaient, d'après Maucourt de Bourjolly, beaucoup de rares et anciens volumes.
Il meurt à Paris, le 9 septembre 1572.
Par sa sœur Louise de Ste-Maure, il était le beau-frère de Gilles de Laval, dont la postérité assuma Nesle, Joigny, L'Isle.

### Source partielle
« Louis de Sainte-Maure », dans Alphonse-Victor Angot et Ferdinand Gaugain, Dictionnaire historique, topographique et biographique de la Mayenne, Laval, A. Goupil, 1900-1910 [détail des éditions] (BNF 34106789, présentation en ligne), t. III, p. 553.